# تيم والز
 تيموثي جيمس والز (بالإنجليزية: Tim Walz) هو سياسي أميركي والحاكم الـ41 لولاية مينيسوتا منذ يناير 2019. وهو عضو في حزب العمال المزارعين الديمقراطي، شغل منصب الممثل الأمريكي لمنطقة الكونغرس الأولى في ولاية مينيسوتا من 2007 إلى 2019.  تم انتخابه لأول مرة في عام 2006، بعد أن هزم جيل غوتكنخت من الحزب الجمهوري لمدة ستة فترات، وأعيد انتخابه خمس مرات وعمل في لجنة الزراعة ولجنة الخدمات المسلحة ولجنة شؤون المحاربين القدامى، عمل والز أيضًا في اللجنة التنفيذية للكونجرس حول الصين. في مارس 2017، أعلن والز أنه لن يترشح لإعادة انتخابه للكونجرس وبدلاً من ذلك سيرشح نفسه لمنصب حاكم مينيسوتا، وفي 6 نوفمبر 2018، تم انتخابه لمنصب الحاكم، متغلبًا على المرشح الجمهوري، مفوض مقاطعة هينيبن جيف جونسون.  أعلنت نائبة الرئيس الحالية كامالا هاريس في 6 أغسطس 2024، اختيارها لوالز ليكون نائبًا لها في الانتخابات الرئاسية الأمريكية لعام 2024. 

## نشأته وتعليمه
ولد تيموثي جيمس والز في 6 أبريل 1964 في ويست بوينت، نبراسكا، والدته هي دارلين روز ريمان، ربة منزل، ووالده جيمس ف. والز، مدرس ومدير مدرسة ومحارب قديم في الجيش الأمريكي خدم في الحرب الكورية. كان جده الأكبر جون فريدريش والز مزارعًا وابنًا للمهاجر الألماني سيباستيان والز، وكان كاثوليكيًا. وهو لوثري. نشأ والز وإخوته الثلاثة في فالنتاين، نبراسكا، وهي مجتمع ريفي في الجزء الشمالي الغربي من الولاية. أصيب والد والز بسرطان الرئة عندما كان والز في المدرسة الثانوية. انتقلت عائلته إلى بوت، نبراسكا، في سنته الثانية ليكونوا أقرب إلى أقارب والديه.
تخرج والز من مدرسة بوت الثانوية عام 1982. توفي والده في العام التالي. في عام 1989، حصل على درجة البكالوريوس في العلوم في تعليم العلوم الاجتماعية من كلية تشادرون ستيت. في عام 1995، ألقي القبض عليه بتهمة القيادة تحت تأثير الكحول، فامتنع عن تناول الكحول منذ ذلك الحين. حصل والز على درجة الماجستير في العلوم في القيادة التربوية من جامعة ولاية مينيسوتا، مانكاتو  في عام 2001.

## الترشيح لمنصب نائب الرئيس
أيّد تيم والز في 22 يوليو 2024، ترشيح نائبة الرئيس كامالا هاريس بدلاً عن الرئيس جو بايدن بعد انسحابه من السباق الرئاسي لعام 2024. كان والز ضمن القائمة المختصرة لهاريس لمنصب نائب الرئيس، وفي 6 أغسطس اختارته هاريس رسميًا نائباً لها في حملتها الرئاسية. جاء ذلك في أعقاب عملية اختيار بعد أن فحصت فيها حملة هاريس أيضًا المرشحين الباقين وهم حاكم ولاية كنتاكي آندي بيشير، ووزير النقل بيت بوتجيج، وسيناتور أريزونا مارك كيلي، وحاكم ولاية إلينوي جي. بي. بريتزكر، وحاكم ولاية بنسلفانيا جوش شابيرو. وقد صدّقت اللجنة الوطنية الديمقراطية ترشيح والز في اليوم نفسه.
ويُنسب لوالز الفضل في وصف دونالد ترامب وغيره من الجمهوريين لأول مرة بأنه "غريب الأطوار". وأصبح هذا المصطلح فيما بعد مصطلحًا شائعًا، خاصةً بين الشباب، واستخدمه الديمقراطيون على نطاق واسع.

## عضوياته
- رئيس تجمع الكونغرس EMS [15]
- رئيس مشارك، مجموعة الحرس الوطني ومكون الاحتياط [16]
- الرئيس المشارك، تجمع الرياضيين في الكونغرس [17]
- الرئيس المشارك، مجموعة قدامى المحاربين القدامى في الكونغرس [18]
- عضو في مجموعة المساواة في المثليين [19]
- تجمع فنون الكونغرس [20]